# إيغون شيدان
إيغون شيدان (مواليد 16 أغسطس 1930) هو ملاكم ألماني، مثّل بلاده في الألعاب الأولمبية الصيفية 1952.

## روابط خارجية
إيغون شيدان على موقع أوليمبيديا (الإنجليزية)